# 한국재료연구원
한국재료연구원(韓國材料硏究院, Korea Institute of Materials Science, KIMS)은 첨단구조재료 및 신기능재료 등을 연구개발하여 국가산업에 필요한 핵심 소재·부품을 공급하고, 재료의 시험평가와 기업 기술지원 등을 수행하기 위해 설립된 과학기술정보통신부 산하 국가과학기술연구회 소관 연구기관이다. 경상남도 창원시 성산구 창원대로 797(상남동 66번지)에 위치하고 있다.

## 설립 근거
- 과학기술분야 정부출연연구기관 등의 설립.운영 및 육성에 관한 법률

## 연혁
- 1976년 12월 30일 한국기계금속시험연구소 설립
- 1979년 4월 1일 한국정밀기기센터(FIC '66. 4. 13 설립)를 흡수 통합
- 1981년 1월 5일 경상남도 창원시에 한국기계연구소 발족 (한국선박연구소 통합)
- 1985년 6월 1일 부설 기업기술지원센터 설립
- 1989년 9월 30일 부설 기업기술지원센터와 산업기술전문교육원을 상공부 산하기관인 생산기술연구원으로 이관
- 1989년 10월 10일 부설 항공우주연구소 및 해사기술연구소 발족
- 1992년 3월 16일 한국기계연구원으로 개칭 (본원을 창원에서 대덕으로 이전)
- 1993년 4월 15일 창원 분사무소를 분원으로, 부설 해사기술연구소를 선박해양공학연구센터로 개편
- 1996년 11월 15일 부설 항공우주연구소 분리
- 1999년 1월 29일 한국기계연구원 설립(신설기관). 과학기술부 산하에서 국무총리실 산하로 소관부처 변경
- 1999년 3월 31일 선박해양공학연구센터를 한국해양연구소로 이관
- 2002년 3월 1일 창원분원을 재료기술연구소로 명칭 변경
- 2004년 10월 24일 국무총리실 산하에서 과학기술부 산하로 소관부처 변경
- 2007년 4월 27일 한국기계연구원 부설 재료연구소 설립
- 2008년 2월 29일 과학기술부 산하에서 지식경제부 산하로 소관부처 변경
- 2013년 3월 23일 미래창조과학부 산하로 소관부처 변경
- 2017년 7월 26일 과학기술정보통신부 산하로 소관부처 변경(부처명 개칭)
- 2020년 11월 20일 한국재료연구원 승격

## 조직

### 한국재료연구원장

#### 부원장

##### 금속재료연구본부
- 철강재료연구실
- 타이타늄연구실
- 알루미늄연구실
- 마그네슘연구실
- 고온재료연구실
- 특수합금연구실

##### 분말재료연구본부
- 금속분말연구실
- 자성재료연구실
- 3D프린팅재료연구실

##### 세라믹재료연구본부
- 엔지니어링세라믹연구실
- 기능세라믹연구실
- 바이오닉스재료연구실

##### 표면재료연구본부
- 나노바이오융합연구실
- 에너지전자재료연구실
- 극한환경코팅연구실
- 전기화학연구실

##### 복합재료연구본부
- 탄소복합재료연구실
- 기능복합재료연구실
- 복합재료구조시스템연구실

##### 재료디지털플랫폼연구본부
- 스마트재료공정연구실
- 재료인공지능.빅데이터연구실
- 전산재료연구실
- 항공우주재료연구센터

##### 재료안전평가본부
- 재료특성평가실
- 재료정밀분석실
- 원자력공인검사단
- 접합기술연구실

##### 연구기획조정본부
- 연구기획실
- 기술사업화실
- 대외협력실
- 기업지원실

##### 경영전략본부
- 전략연구실
- 기획예산실
- 연구운영실
- 정보전산실

##### 행정본부
- 인재개발실
- 총무구매실
- 재무실
- 안전시설실

## 같이 보기
- 국가과학기술연구회
- 경제인문사회연구회